# 白ビール

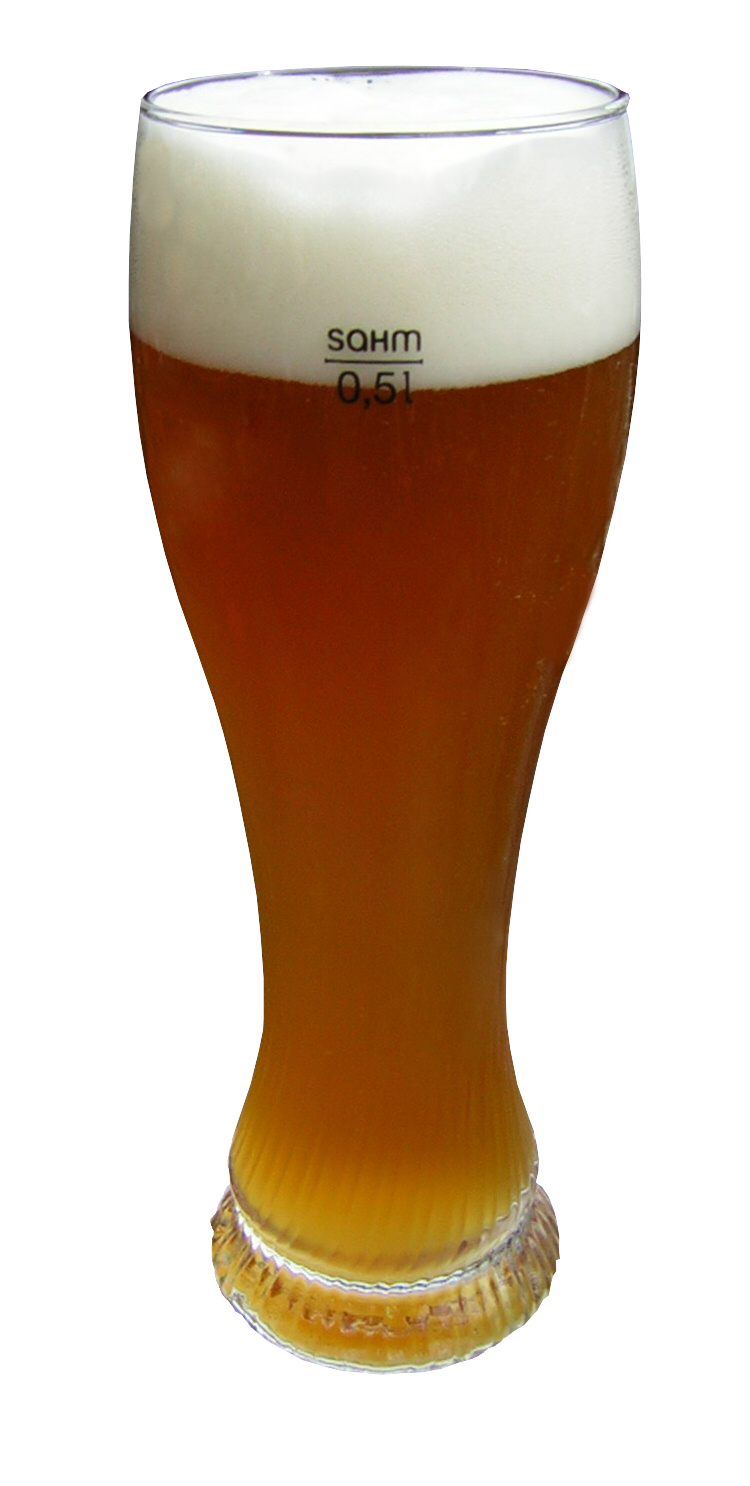
ドイツのヴァイスビア

白ビール（しろビール）または小麦ビール（こむぎビール）とは、小麦を多くの割合で使用して醸造したビールである。白ビールにはまた、大麦麦芽も使用される。白ビールは通常上面発酵である（ドイツでは法で定められている）。白ビールには複数のスタイルがあり、風味も異なる。

## 白ビールの種類
一般的な白ビールには、ベルギーのヴィット（witbier、ベルギー式白ビール）とドイツのヴァイスビア（Weißbier）がある。
ヴィットは伝統的にコリアンダーやオレンジピールで風味付けし、ヴァイスビアは伝統的に50%以上の小麦麦芽を使用した明るい色のエールである。ヴィットとヴァイスビアは、薄い色のビールであるため、歴史的に白ビールと呼ばれている。
ベルギーの白ビールにはコリアンダーやビターオレンジピールといった香辛料が加えられ、ほのかにフルーティーな風味が加えられている。他のように小麦麦芽だけでなく、麦芽化していない生の小麦を使用して醸造される。
ドイツの白ビールはドイツ西部（バーデン＝ヴュルテンベルク州）および北部などでヴァイツェン（小麦）と呼ばれ、バイエルン州の一部でヴァイスビアまたはヴァイス（白ビールまたは白）と呼ばれる。ヘーフェヴァイツェン（Hefeweizen、ヘーフェはドイツ語で酵母）は、濾過していない白ビールの名前であり、クリスタルヴァイツエン（Kristallweizen）は濾過した小麦ビールである。
他の国、特に米国とカナダのブルワリーでは、ベルギーとドイツの伝統に基づき特別な小麦酵母を使用するが、白ビールには通常のエール酵母で醸造する種類もあり、それらはバイエルンのスタイルよりもフルーティーではない。
サワーエールのベルリーナー・ヴァイセ、ゴーゼ、およびランビックは小麦を使用して醸造する。
イギリスでは、伝統的に白ビールはないが、いくつかの醸造所はカスク（2次発酵）の白ビールが作られる（FullersのDiscovery、OakleafのEichenblatt Bitte、HoskinsのWhite Dolphin、FyfeのWeiss Squad、OakhamのWhite Dwarf）。イギリスの白ビールは、大陸のスタイルの正確な製法でなくイギリスのビターとの掛け合わせの傾向を持つ。
白ビールは、一般に春・夏の季節商品である。

## ヴァイツェン
南ドイツ地方で造られている白ビールであり、大麦麦芽と小麦麦芽で造られ最大の特徴はヴァイツェン酵母のバナナ香である。フルーティーな香りを持ち、ホップの苦味は少ないことが特徴である。
ヴァイスビア（ヴァイツェン）は、ドイツの呼び名の通り、数種の白ビールを示す。ヘーフェヴァイツェンは伝統的に、濾過していない白ビールである。クリスタルヴァイツエン、またはクリスタルヴァイスビアは、ヘーフェヴァイツェンを濾過して酵母を除いた小麦ビールである。濾過処理によりビールに濁りを加える小麦タンパク質も取り除かれる。
ヘーフェヴァイツェンの別称は、ヘーフェヴァイスビア、ヴァイスビア、ヘーフェヴァイス、ドゥンケルヴァイツェン、ヴァイツェンボック、ヴァイツェン・シュタルクビアである。ヴァイツェンボックは、無濾過でなければヘーフェヴァイツェンではない。
他の特徴はヘーフェヴァイツェンを調和させるフェノール香の風味である。代表的なフェノールは、このスタイルに適するエール酵母の発酵による、フェルラ酸の代謝生成物である4-ビニル グアヤコールである。ヘーフェヴァイツェンのフェノール香は「クローブ」、「薬香」（バンドエイド）または煙の臭いと言われる。他の特徴的な香りは、僅かであるが、「バナナ」（酢酸アミル）、「クローブ」、「バブルガム」、あるいは「バニラ」（バニリン）を含むエールの風味を持つ。
ヘーフェヴァイツェンの著名な商品例は、Paulaner、Erdinger、Schneider Weisse（original amberのみ）、Franziskaner、Schweiger、Hacker-Pschorr、Ayinger（Bräu Weisse）、Weihenstephanerである。このスタイルは現在ドイツ中で飲まれているが、特に生産地のドイツ南部で人気がある。

### 白ビール以外のヴァイツェン
ヴァイツェンには度数の強いものもある。デュンケルヴァイツェン（濃い小麦）、ヴァイツェン・シュタルクビア（強い小麦ビール）は、ヴァイツェンボックと呼ばれる。濃い小麦の種類は薄い色よりも通常アルコール度数が高い。

## ベルギー式白ビール

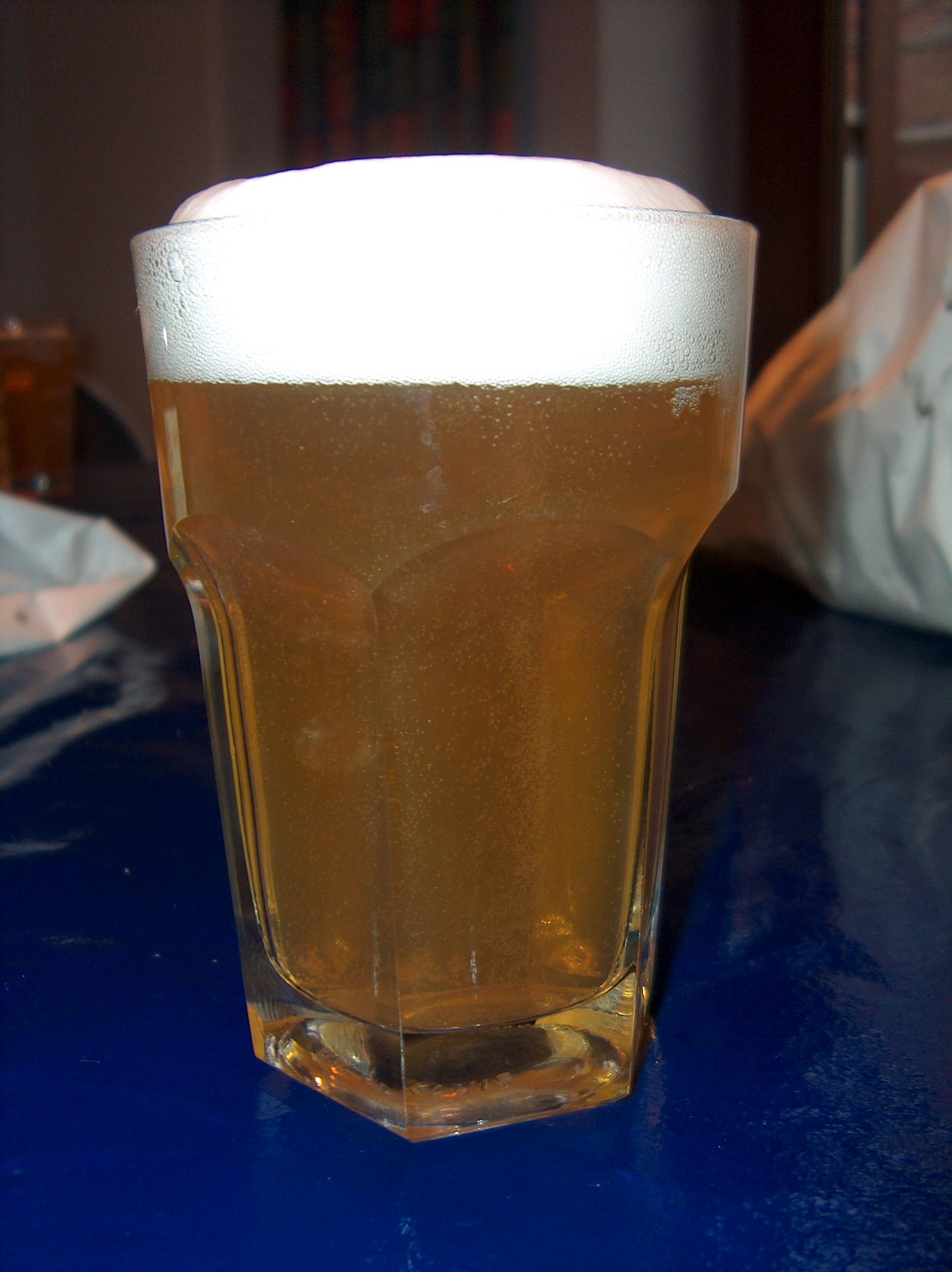
ヴィット

ヴィットビール（オランダ語: witbier、フランス語でビエール・ブランシュ；bière blanche）は大麦の麦芽と麦芽化していない小麦で造られる上面発酵のエールで、主にベルギーで醸造される。他にはオランダ などで醸造される。酵母と小麦タンパク質により、冷やすとビールが濁り、外観は黄色がかった乳白色である。ホップを使用せず。香辛料や他の植物を調合した「グルート」で風味付けと保存加工をし、醸造した中世のビールの末裔である。このため現在もグルートを使用しているが、コリアンダー、オレンジ、ビターオレンジ、ホップで作られる。したがってホップの風味は僅かであり、夏向けで非常に爽快な味わいである。このビールは乳酸のため多少酸味がある。ビールに残る酵母は、瓶の中でもいくぶんの発酵を続ける。
ヴィットは他の白ビールと異なりグルートを使用する。フランスの法律（この地域は14世紀にはフランス領域であった）で、グルートにホップを使用することは禁じられていた。ヴィットは小麦麦芽に加えて麦芽化していない生の小麦を使用して作られる。
一時、絶滅の危機に晒されていたが、ピエール・セリスが復活させたスタイルである。
代表的な銘柄にはベルギー産のヒューガルデン・ホワイト、米国・カナダ産のブルームーンなどがある。

## 他の酸味のある小麦ビール

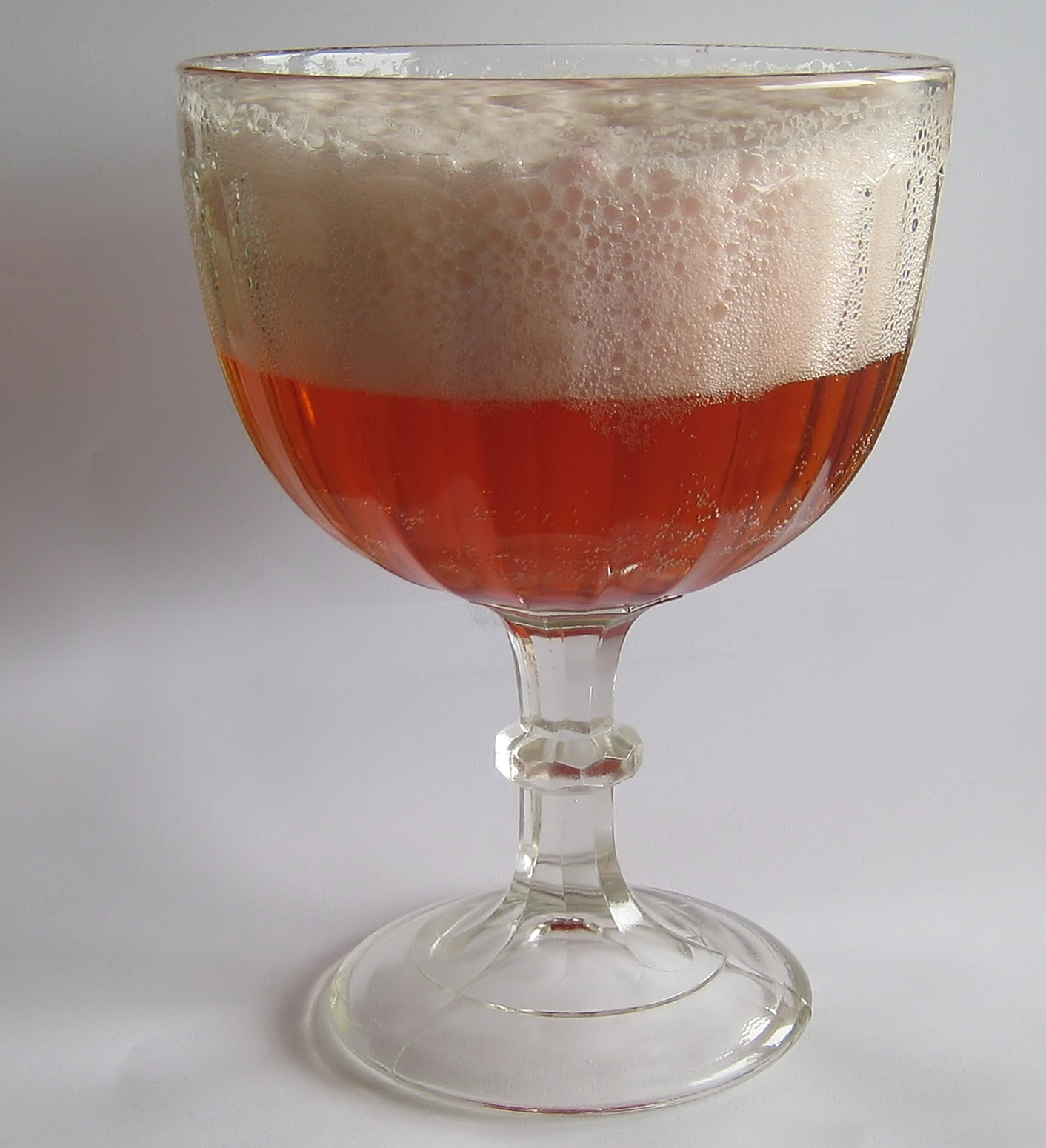
ベルリナー・ヴァイス

他の白ビールにはベルリナー・ヴァイスがあり、低アルコール度数（2.5%から3%）で酸味がある。そのまま飲むこともでき、元々はシュナップスと飲むことが一般的だったが、20世紀以降はレモン、ラズベリー、クルマバソウなどのシロップで甘味を加える飲み方が広まった。甘味入りのベルリナー・ヴァイスにはシロップの色が付いている。
ケルン近郊のライン地方であるヴァイス（Weiß）と呼ばれる同様に軽いビールはなくなった。
ライプツィヒのゴーゼはベルリナー・ヴァイスと似ているが4%前後とややアルコール度数が高い。ゴーゼにはコリアンダーと塩が含まれるため、ビール純粋令に従っていない。ゴーゼとベルリナー・ヴァイスは、酵母に加えて乳酸菌の発酵により酸味が加えられる。
ベルギーのランビックもまた小麦と大麦で造られるが、ヴァイツと酵母が異なる。ランビックは自然発酵で醸造される。

## 小麦ビールの名称と種類

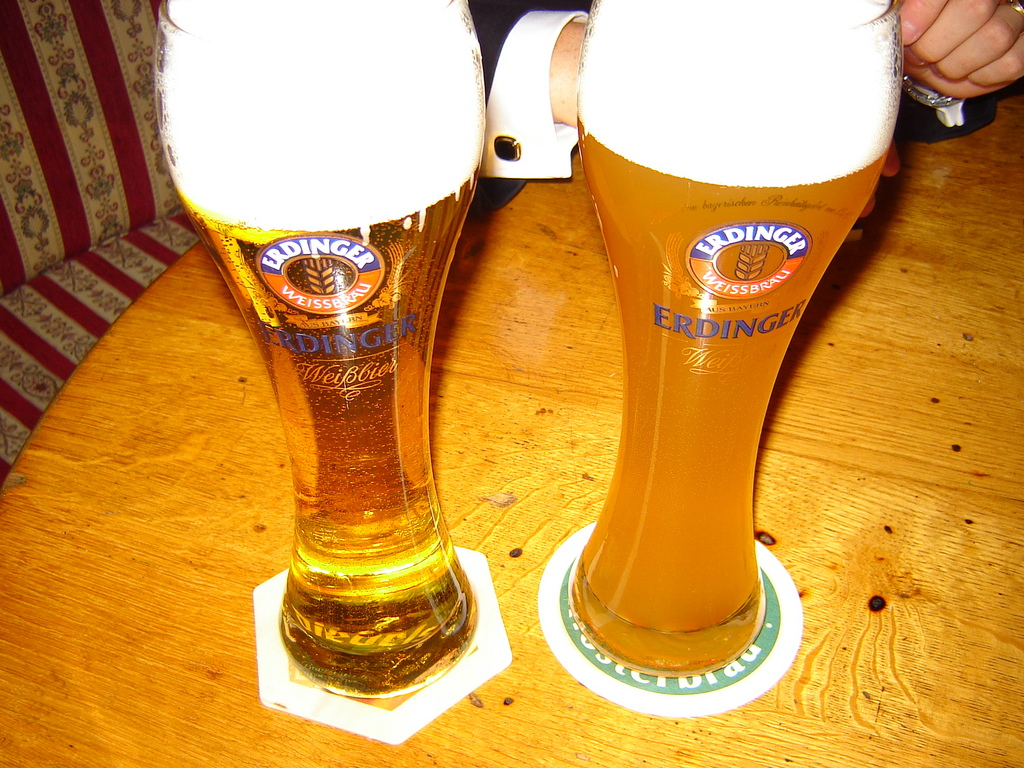
ドイツのクリスタルヴァイスビア（左）とヘーフェヴァイスビア（右）（ErdingerのWeißbräu）

白ビールは、醸造場所と製法の細かな相違により名付けられる。
- ヴァイスビア（Weißbier）またはヴァイス（Weiße）
ドイツのバイエルン州内のオーバーバイエルン行政管区およびオーストリアで使用する。また、オーバーバイエルンにゆかりのある醸造所がこのように呼ぶ例がある[9]。ヴァイスはドイツ語で「白」。
- ヴァイツェン（Weizen）
バイエルン州オーバーバイエルン以外でのドイツでの上記の呼び名。
- ヘーヴェヴァイス（Hefeweißbier）またはヘーフェヴァイツェン（Hefeweizen）
「ヘーフェ」はドイツ語で酵母。ビールが濾過されていないため容器に沈殿物が残っている。
- クリスタルヴァイス（Kristallweißbier）またはクリスタルヴァイツェン（Kristallweizen）
ヴァイスが濾過され、ビールの外観は濁っておらず透明（クリスタル）である。
- ドゥンケルヴァイス（Dunkles Weißbier）またはドゥンケルヴァイツェン（Dunkles Weizen）
濃い小麦ビール。（「ドゥンケル」はドイツ語で「濃い」）
- ヴァイツェンボック（Weizenbock）
ドイツ由来のボックスタイルの小麦ビールである。このスタイルの例は、ドイツ ケルハイムのG. Schneider & Sohnブルワリーが造るAventinusである。
- ヴィット（witbier） 
ベルギー式白ビールのオランダ語の名前。
- ビエール・ブランシュ（bière blanche）またはブランシュ（blanche）
フランス語での白ビールの名前。

## 白ビールのブランド
- シュナイダー　ヴァイセ（バイエルン・ミュンヘン）
- エルディンガー (バイエルン)

## 白ビールの注ぎ方
バイエルンスタイルの白ビールは通常500ミリリットルを背の高いタンブラー型グラスに注ぐ。ベルギーでは通常250ミリリットルグラスに注ぐが、標準の型はない。ベルリナー・ヴァイスは大型グラスに注がれる。
白ビールは泡立ちやすいので、衝撃を与えると簡単に瓶からあふれ出す。グラスへ注ぐ際には、ビールがグラスの内壁を静かに伝うようにして、少量ずつ注ぐ。瓶の場合はビールを少し残しておき、瓶を振って底にたまった沈殿物を全部洗い取り、グラスの泡の上に継ぎ足す。泡の発生を抑えながら注ぐため、通常のビールよりも時間が掛かる。
白ビールを瓶からラッパ飲みしてはならない。瓶を逆さまにする動きだけで激しく泡立ち、瓶の中で圧力が高まって、ビールが噴き出してくるからである。
クリスタルヴァイツェン（特にオーストリア）およびアメリカンスタイルの白ビールは、レモンが一切れ添えられる。バイエルン州ではこれを快く思わない。